# 陈仕颖墓
陈仕颖墓，位于中国广东省汕头市潮阳区金浦街道三堡居委，现为潮阳区文物保护单位，类型为古墓葬，公布时间为1997年9月17日。
陈仕颖墓的历史年代为宋代。